# Masonit
Masonit er en plade fremstillet af træfibre, som bl.a. anvendes indenfor møbelbranchen som bagklædning og bund i skabe m.v. Der skelnes mellem hård masonit, også kaldet træfiberplader, og blød masonit, der bl.a. bruges til opslagstavler og valgplakater. Masonit fremstilles af træflis ved hjælp af den såkaldte masonmetode, hvor man ved hjælp af damp og tryk anvender træets eget lim, lignin, i stedet for – som ved fremstillingen af spånplader – at tilføre lim. 
Masonit blev opfundet af Thomas Edisons chefingeniør William Mason i 1924 i Laurel, Mississippi og har været masseproduceret siden 1929. I løbet af 1930'erne og 1940'erne blev materialet populært og anvendt til mange formål, f.eks. døre, tag, vægge, skriveborde, kanoer, el-guitarer m.m. I dag er det knapt så udbredt, men anvendes stadig til møbler.